# Саммерфілд (Північна Кароліна)
Саммерфілд (англ. Summerfield) — місто (англ. town) в США, в окрузі Ґілфорд штату Північна Кароліна. Населення — 10 951 особа (2020).

## Географія
Саммерфілд розташований за координатами 36°11′49″ пн. ш. 79°53′50″ зх. д. / 36.19694° пн. ш. 79.89722° зх. д. (36.196913, -79.897210).  За даними Бюро перепису населення США в 2010 році місто мало площу 69,54 км², з яких 68,78 км² — суходіл та 0,76 км² — водойми.

## Демографія
Згідно з переписом 2010 року, у місті мешкали 10 232 особи в 3543 домогосподарствах у складі 2979 родин. Густота населення становила 147 осіб/км².  Було 3756 помешкань (54/км²).
Расовий склад населення:
| - 89,9 % — білих - 4,4 % — чорних або афроамериканців - 2,2 % — азіатів - 0,4 % — корінних американців - 1,5 % — осіб інших рас |

До двох чи більше рас належало 1,5 %. Частка іспаномовних становила 4,3 % від усіх жителів.
За віковим діапазоном населення розподілялося таким чином: 28,9 % — особи молодші 18 років, 61,6 % — особи у віці 18—64 років, 9,5 % — особи у віці 65 років та старші. Медіана віку мешканця становила 42,1 року. На 100 осіб жіночої статі у місті припадало 101,0 чоловіків;  на 100 жінок у віці від 18 років та старших — 98,6 чоловіків також старших 18 років.
Середній дохід на одне домашнє господарство  становив 129 643 долари США (медіана — 105 547), а середній дохід на одну сім'ю — 146 475 доларів (медіана — 119 872). За межею бідності перебувало 2,0 % осіб, у тому числі 0,6 % дітей у віці до 18 років та 5,0 % осіб у віці 65 років та старших.
Цивільне працевлаштоване населення становило 5312 осіб. Основні галузі зайнятості: освіта, охорона здоров'я та соціальна допомога — 21,2 %, виробництво — 13,8 %, роздрібна торгівля — 12,6 %, науковці, спеціалісти, менеджери — 11,6 %.